# В лазоревой степи
«В лазоревой степи» — киноальманах из трёх новелл по ранним рассказам Михаила Шолохова. Снят на киностудии «Мосфильм» (СССР) в 1970 году дипломниками ВГИКа — выпускниками мастерской Ефима Дзигана. Автор киносценария — Юрий Борисович Лукин.

## «Коловерть»
Режиссёры Валерий Лонской и Владимир Шамшурин.
Гражданская война в России. Два донских казака отправляются воевать на стороне большевиков, к ним присоединяется старый отец Пётр Пахомыч. В бою гибнет Григорий. Отец с Игнатом возвращаются домой, в занятую белогвардейскими частями станицу. Третий брат — казачий сотник Михаил, выдаёт их, чем обрекает на неизбежный расстрел.

### В ролях
- Павел Кормунин — Пётр Пахомыч, отец
- Надежда Федосова — мать
- Анатолий Солоницын — Игнат Крамсков
- Юрий Назаров — Михаил Крамсков
- Евгений Герасимов — Яков
- Иван Савкин — Ефим
- Владимир Козел — белогвардейский полковник

## «Червоточина»
Режиссёр Виталий Кольцов.
Первые годы советской власти на Дону. Двадцатилетний Степан — «червоточина» в зажиточной казачьей семье, вступает в комсомол. Он является прямой противоположностью отцу Якову Алексеевичу и старшему брату Максиму. Работают они в степи тяжело и много, но никогда не гнушаются нажиться на нужде деревенской бедноты. Однажды Степан против воли отца даёт на день двух быков для перевозки сена небогатому соседу Прохору. Быки пропадают. Яков Алексеевич и Максим в ярости избивают Степана и Прохора до смерти.

### В ролях
- Евгений Лебедев — Яков Алексеевич, отец, пожилой казак
- Любовь Соколова — мать
- Виктор Семёнов — Степан, младший сын
- Виталий Шаповалов — Максим, старший сын
- Зинаида Кириенко — жена Максима
- Виктор Сергачёв — Прохор
- Галина Федотова — Дуняша

## «Продкомиссар»
Режиссёр Олег Бондарев.
Игната Бодягина назначают окружным продкомиссаром и поручают собрать зерно для армии. Казаки тяжело расстаются с хлебом. Бодягин ездит по округе и вскоре добирается до своей станицы, в которой не был уже шесть лет. Как стало известно, здесь двое зажиточных земледельцев агитировали казаков прятать хлеб и оказывать сопротивление красноармейцам. Трибунал приговаривает их к расстрелу. В одном из приговорённых Бодягин узнал своего отца. Тот тоже узнал сына. Между ними происходит короткий жёсткий разговор. Отца расстреливают. Через несколько дней Бодягин гибнет в стычке с казаками, уводя их от обоза с зерном.

### В ролях
- Сергей Шакуров — Игнат Бодягин, продкомиссар
- Виктор Шульгин — Мирон Бодягин, его отец
- Николай Погодин — председатель трибунала

## Художественные особенности и отзывы
Стиль Валерия Лонского Владимир Ревуненков в энциклопедии «Новейшая история отечественного кино» характеризует как «простодушное кино о народе на доступном самому народу языке». При этом именно с дебюта в первой части фильма «В лазоревой степи» стал проявляться его почерк, характеризующийся линейным повествованием и использованием простых, но эффективных режиссёрских приёмов. Фильм в целом и, в частности, актёрская работа Юрия Назарова заслужили высокую оценку: 

Три ярких донских рассказа М. Шолохова. В первой новелле — «Коловерть» играет Назаров. Его подъесаул расстреливает отца и старшего брата, красногвардейца. На экране — шолоховский суровый реализм, который всем своим существом разделяет актёр.— обозрение «Русское воскресение»
 Одной из своих любимых работ актёр Евгений Герасимов называет роль Якова из «Коловерти».
Ряд киноведов особо выделили режиссёрскую работу Виталия Кольцова в новелле «Червоточина».